# VCDHD

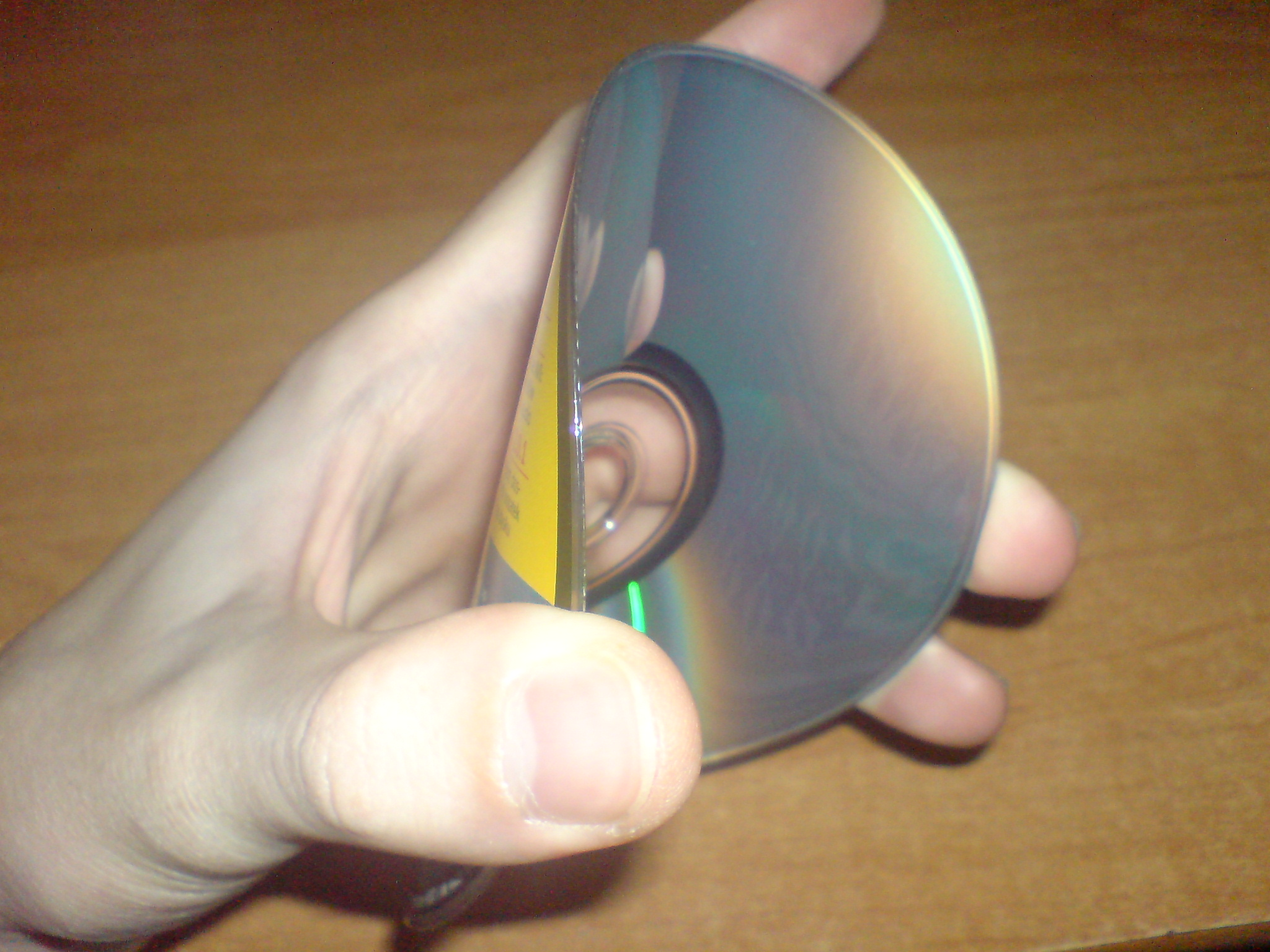
Disco VCDHD.

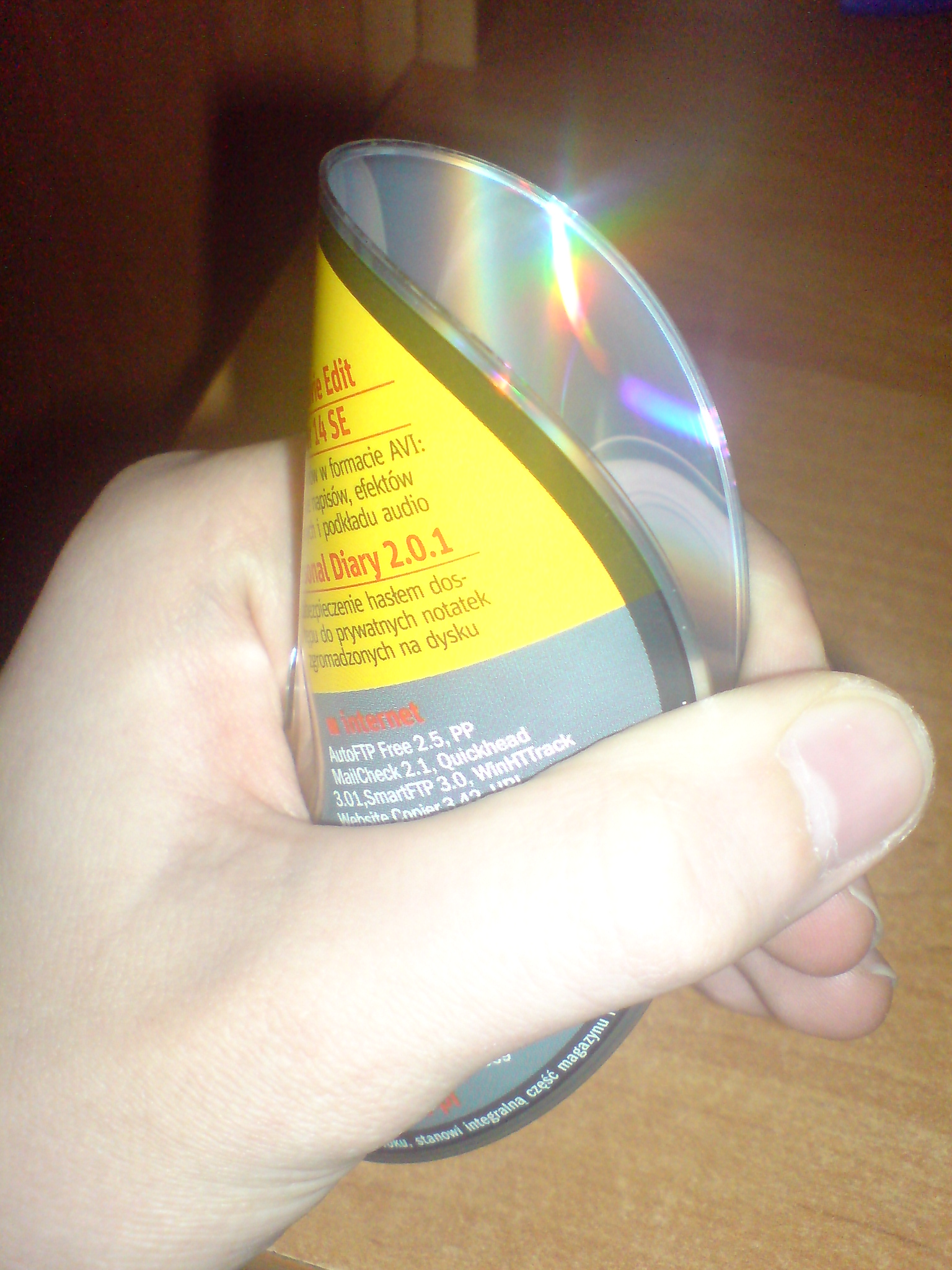
VCDHD.

VCDHD (Versatile Compact Disc High Density) es un disco óptico estándar, similar a la CD o DVD. Desde el nombre de la tecnología es similar a la inferior arbitrariamente VCD, también se comercializa con el nombre DVHD (Disc Versatile High Density).
La capacidad de un VCDHD es de 4,7 GB, el mismo que un promedio de una capa de DVD. Según el sitio oficial, las pruebas en Philips laboratorios han demostrado los discos para ser plenamente compatible con los modernos reproductores de DVD. Con el uso de la tecnología de láser azul cada vez disponibles, la capacidad se puede incrementar hasta en un 15 GB.
El formato de las principales ventajas incluyen:
- Una mejor resistencia a los arañazos en comparación con los DVD
- Un espesor de 0,6 mm (en comparación con los 1,2 mm de un disco DVD)
- Extrema elasticidad y la consiguiente resistencia a la flexión
- Fabricación y bajos costes de producción y el tiempo (aproximadamente 2 s para una VCDHD, en comparación con un DVD que es aproximadamente tres veces esa cantidad)
- Defecto los niveles de producción son sólo alrededor del 1%
- El formato no requiere una licencia para la fabricación de DVD
- Funciona correctamente en la mayoría de unidades de DVD

Los más populares en: Rusia, Ucrania y Polonia.